# Renee Ellmers
Renee Jacisin Ellmers (Ironwood, 9 febbraio 1964) è una politica statunitense, membro del Partito Repubblicano e membro della Camera dei Rappresentanti per lo stato della Carolina del Nord dal 2011 al 2017.

## Biografia
Nata nel Michigan, la Ellmers si diplomò come infermiera e venne assunta al "Beaumont Hospital" di Detroit, dove conobbe il marito Brent, che lavorava lì come chirurgo. I due ebbero un figlio e si trasferirono nella Carolina del Nord.
La Ellmers entrò in politica nel 2010, in seguito alla riforma del sistema sanitario statunitense attuata dall'amministrazione Obama. La Ellmers usò la sua campagna elettorale per attaccare la riforma ed evidenziò ripetutamente i punti deboli del suo avversario nella corsa alla Camera dei Rappresentanti, il deputato in carica da quattordici anni Bob Etheridge. La Ellmers alla fine vinse le elezioni e fu riconfermata dopo un riconteggio delle schede.
Negli anni successivi ottenne altri due mandati dagli elettori, poi nel 2016 si trovò a dover concorrere contro un altro deputato in carica, George Holding, per via della ridefinizione dei distretti congressuali. La Ellmers e Holding si affrontarono nelle primarie, che ebbero come risultato finale la vittoria di Holding. La Ellmers fu così costretta a lasciare il Congresso dopo sei anni di permanenza.